# بلا بيتس إدواردز
بلا بيتس إدواردز (بالإنجليزية: Bela Bates Edwards)‏ هو محرر أمريكي، ولد في 1802، وتوفي في 1852.